# Киевский район (Донецк)
Ки́евский район (укр. Ки́ївський район) — район на севере Донецка, Украина (с 2014 года контролируется властями самопровозглашённой Донецкой Народной Республики). Основан в 1967 году. Площадь — 33 км².

## Население
Население района по данным на 2014 год — 84 000 человек.

### Языковой состав
Родной язык населения по данным переписи 2001 года:
| Язык       | Численность, чел. | Доля     |
| ---------- | ----------------- | -------- |
| Украинский | 15 614            | 11,31 %  |
| Русский    | 120 667           | 87,40 %  |
| Другое     | 1 778             | 1,29 %   |
| Итого      | 138 059           | 100,00 % |

## Достопримечательности

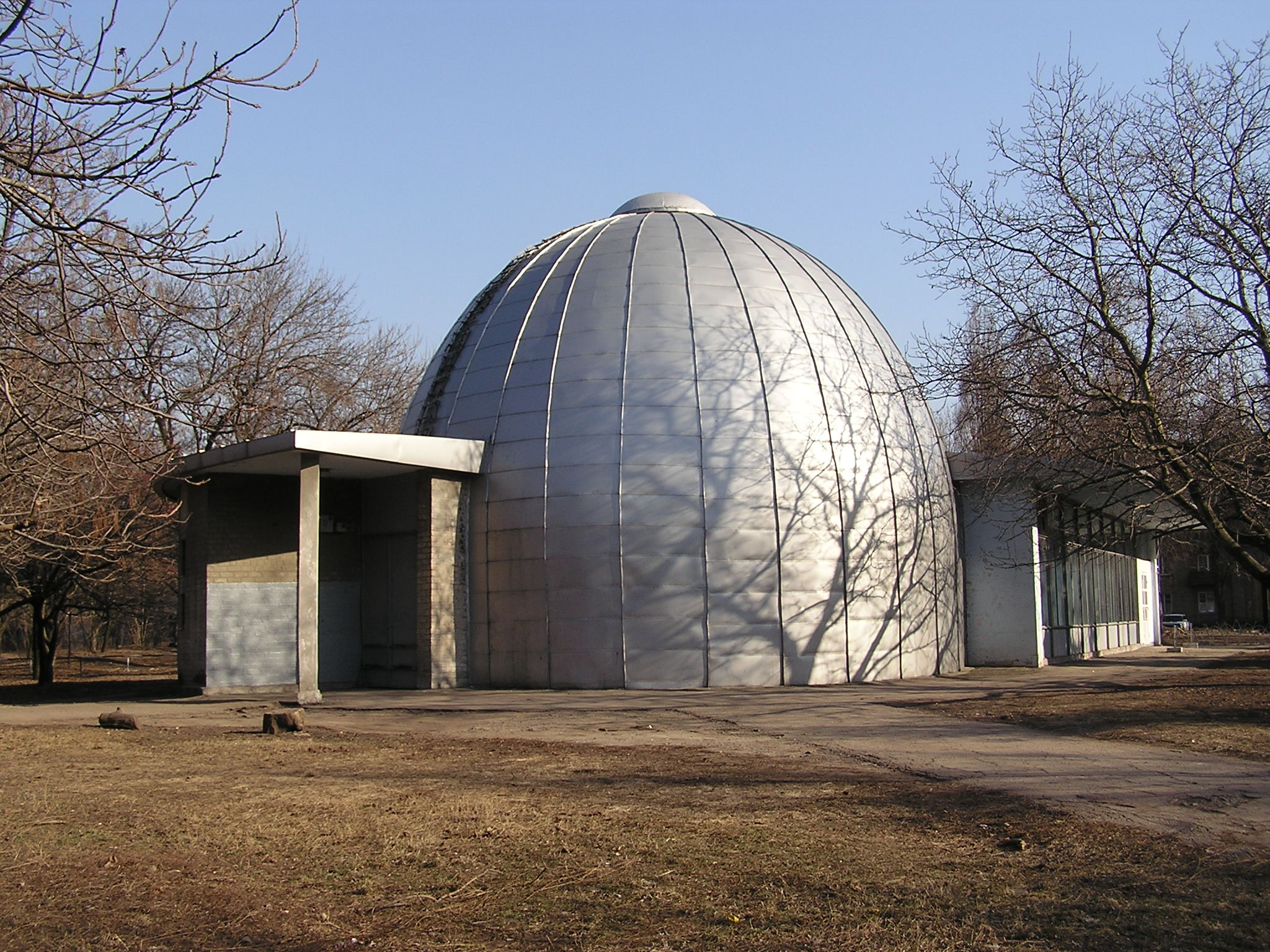
Донецкий планетарий

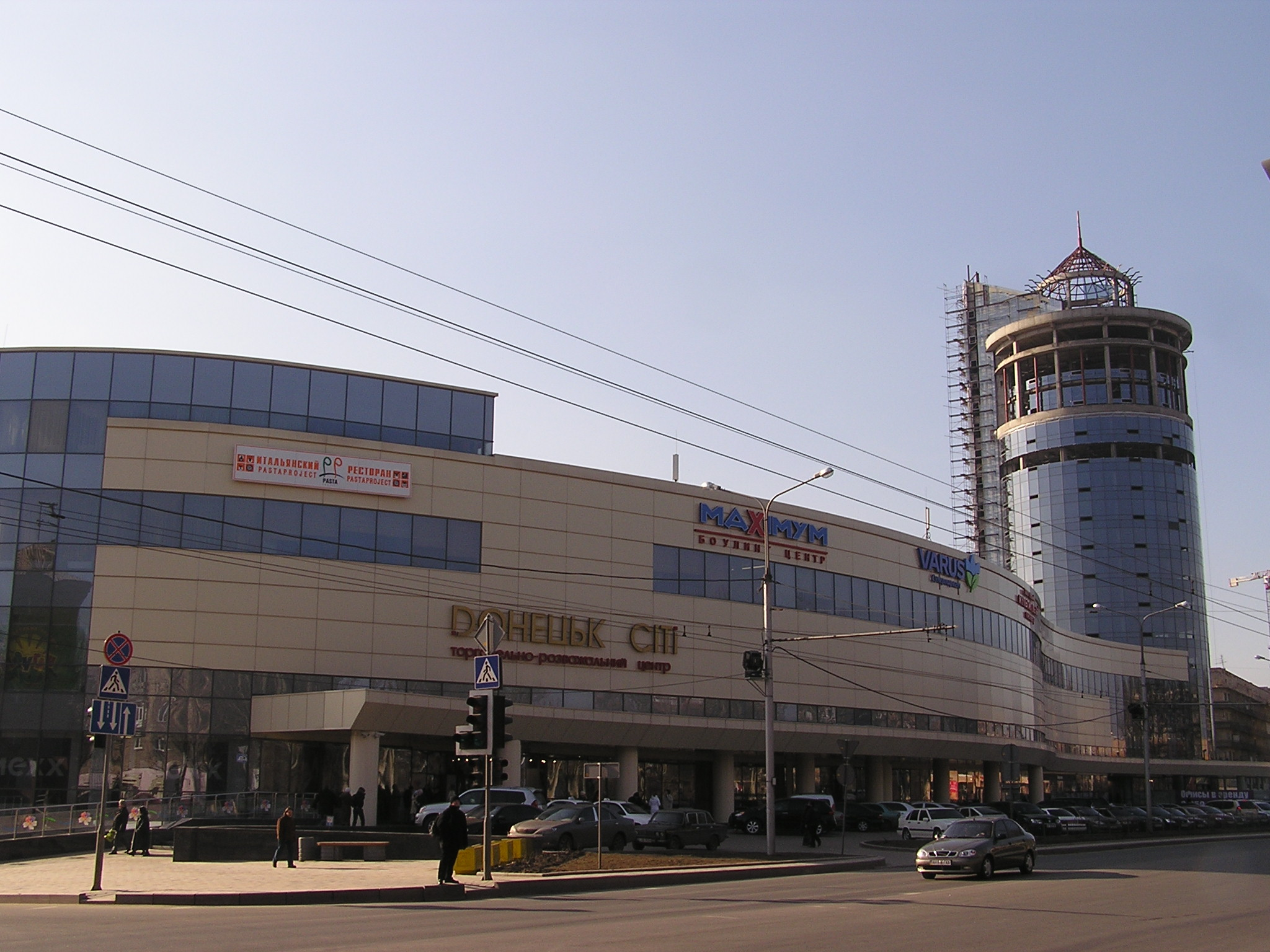
«Донецк-Сити»

- Малая Донецкая железная дорога имени В. В. Приклонского
- Парк имени Ленинского Комсомола, Путиловский лес, Ветковские пруды
- Донецкий планетарий
- Стадионы «Олимпийский», «Монолит», «Донбасс Арена»
- Памятники «Слава шахтерскому труду», «Твоим освободителям, Донбасс»
- Дворец молодёжи «Юность»
- Донецкий областной краеведческий музей
- Выставочный центр «Эксподонбасс»
- Мебельный центр «Атлант»
- Торговые центры «Донецк-Сити», «Детский мир», "Север-Плаза, «Маяк» и другие
- Гостиницы «Шахтёр», «Донецкуголь»
- Дворец культуры имени М.Горького
- Донецкая торгово-промышленная палата

### Религия
На территории Киевского района действует Преображенское благочиние Донецкой епархии УПЦ МП. Основан Свято-Иверский женский монастырь и открыт ряд храмов.
| Фото | Название                                   | Описание                                                                  | Расположение                                                            |
| ---- | ------------------------------------------ | ------------------------------------------------------------------------- | ----------------------------------------------------------------------- |
|      | Свято-Воскресенский храм                   | Построен в 2002—2005 годах по проекту Виктора Романчикова и Сергея Ильина | пл. Шахтёрская, 1                                                       |
|      | Свято-Пантелеимоновский храм               |                                                                           | Киевский р-н, ул. Савченко, 1а                                          |
|      | Свято-Иверский храм                        |                                                                           | на территории Свято-Иверского женского монастыря, ул. Стратонавтов, 153 |
|      | Часовня Святой Великомученицы Варвары      | 1997                                                                      | ул. Артёма, 155а                                                        |
|      | Свято-Крестовоздвиженский храм             |                                                                           | Киевский р-н, ул. Горная, 1а                                            |
|      | Храм Николая чудотворца                    | 2011                                                                      | пл. Привокзальная, 1а, около железнодорожного вокзала                   |
|      | Храм Святых Новомучеников                  |                                                                           | ул. Юрьева, 2                                                           |
|      | Храм Святой равноапостольной княгини Ольги |                                                                           | просп. Киевский, 87                                                     |
|      | Храм Святого новомученика Царевича Алексия |                                                                           | просп. Панфилова, 3                                                     |
|      | Свято-Михайловский храм                    |                                                                           | ул. Артёма, 185, г/б № 20                                               |

Также в районе действует римско-католический костёл парафии Святого Иосифа.

## Жилые районы
- многоэтажная застройка:
  - Северный,
  - Ветка,
  - Маяк,
  - Привокзальный,
- посёлки:
  - Гладковка,
  - Путиловка,
  - Ветка,
  - Александровка
  - Ивановка,
  - 3-й-восточный, посёлок образовался на месте хутора, стоявшего у дороги соединяющей станцию и один из рудников.
  - Бутовка.

Комитеты самоорганизации (8) — Александровка, Ветка, Гладковка, Железнодорожный, Засядько, Путиловский, 5-й участок, 15-й участок

## Основные автомагистрали
- ул. Артёма,
- ул. Университетская,
- ул. Горная,
- ул. Артёмовская,
- ул. Челюскинцев,
- ул. Стратонавтов,
- ул. Щорса,
- просп. Киевский,
- просп. Партизанский,
- просп. Панфилова,
- просп. Титова.

## Здравоохранение
- Областная травматология
- Дорожная больница
- Городская больница № 18
- Городская больница № 20
- Детская городская больница № 1 («Засядько»)

## Промышленные предприятия
- Шахты имени Засядько, «Бутовка-Донецкая», имени Ф. Кона,
- Донецкий металлопрокатный завод
- Завод «Точмаш»
- Донецкий завод горноспасательной аппаратуры
- Ветковский машиностроительный завод

## Транспорт
- Донгорэлектротранспорт:
  - Донецкий троллейбус — маршруты 2 — железнодорожный вокзал, 19а,5 — на вокзал, 73б — аэропорт, 10 — шахта «Октябрьская», 18 — на север (шахта «Бутовка»), 17 — на юго-запад города, 22 ЖДВ- АС Северный (по пиковым дням)
  - Донецкий трамвай — маршруты 1, 6 — из центра города,
- Аэропорт «Донецк» им. С. Прокофьева
- Три вокзала при Станции «Донецк»
- Донецкий метрополитен — планируются станции: «ДонУги», «Шахтёрская», «Ветковские ставки», «Вокзальная».